# Albano di Lucania
Pour les articles homonymes, voir Albano.
Albano di Lucania est une commune italienne d'environ 1 500 habitants, située dans la province de Potenza, dans la région Basilicate en Italie méridionale.

## Administration
| Période                                  | Période | Identité | Étiquette | Qualité |
| ---------------------------------------- | ------- | -------- | --------- | ------- |
|                                          |         |          |           |         |
| Les données manquantes sont à compléter. |         |          |           |         |

### Communes limitrophes
Brindisi Montagna, Calciano, Campomaggiore, Castelmezzano, Pietrapertosa, San Chirico Nuovo, Tolve, Tricarico, Trivigno, Vaglio Basilicata